# Aborígens (mitologia)
D'acord amb la mitologia grega i romana, els aborígens(en llatí: aborigines, en grec antic: Ἀβοριγῖνες)  van ser els primers pobladors de la Itàlia central. El seu nom ve del llatí ab origine, segons William Smith, una paraula que designava els habitants primitius i originaris del país. El seu nom s'entén com «el poble original».
El nom real dels aborígens sembla que era casci, una paraula usada després pels romans que significava qualsevol cosa vella o antiga. El nom d'aborígens, segons Diodor de Sicília, ja l'utilitzava Càl·lies al segle iv aC.
Se'ls considerava nascuts dels arbres. Segons expliquen Cató i Varró, els aborígens van viure primer a les muntanyes properes a Reate i a les valls que anaven des d'allà fins al mont Velino i el llac Fucin. Els sabins, que vivien en una zona encara més elevada propera a Amiternum, els van expulsar i els van empènyer cap a la costa de la mar Tirrena. Es van instal·lar a la vall del riu Aniene i es van estendre per les planures del Laci. Van guerrejar amb els sículs, als que van expulsar o convertir en esclaus, i van dominar tot el pla, delimitat per les muntanyes al sud del Tolerus (Sacco), i la vall del Liris.
Van fer aliança amb una tribu dels pelasgs, amb la que es van barrejar, i d'ells van aprendre a fortificar les ciutats. Van ocupar la planúria fins aproximadament l'època de la guerra de Troia, quan van prendre el nom de llatins ja que es deia que sobre ells hi regnava el rei Llatí, quan Eneas va arribar al Latium amb els troians. Units els troians i els aborígens van formar el poble llatí, anomenat així en honor del seu rei.